# Генрі Кавілл
Генрі Кавілл (англ. Henry Cavill; 5 травня 1983, Джерсі, Нормандські острови) — англійський актор. Відомий за ролями з фільмів «Війна Богів: Безсмертні», «Серед білого дня», «Людина зі сталі», «Бетмен проти Супермена: На зорі справедливості» і серіалів «Тюдори», «Відьмак».

## Біографія
Генрі Кавілл народився на острові Джерсі та був четвертим з п'яти хлопчиків у сім'ї. Вчився в підготовчій школі Св. Михаїла (St. Michael's Preparatory School) в місцевому приході Святого спасителя (Saint Saviour). Пізніше пішов вчитися в школу (Stowe School) у Бакінгемширі, де вперше почав грати в шкільних спектаклях. Першою помітною появою Кавілла на екрані стала роль у фільмі «Граф Монте-Крісто», незабаром зіграв роль у модерністському фільмі «Я захоплюю замок» з Ромолою Гарай у 2003, і в експериментальному HDTV фільмі «Червона Шапочка» у 2004 році. У 2005 році з'явився у відео «Повсталий з пекла 8: Пекельний світ», а у 2006 році в Кавілла була другорядна роль у фільмі «Трістан та Ізольда».

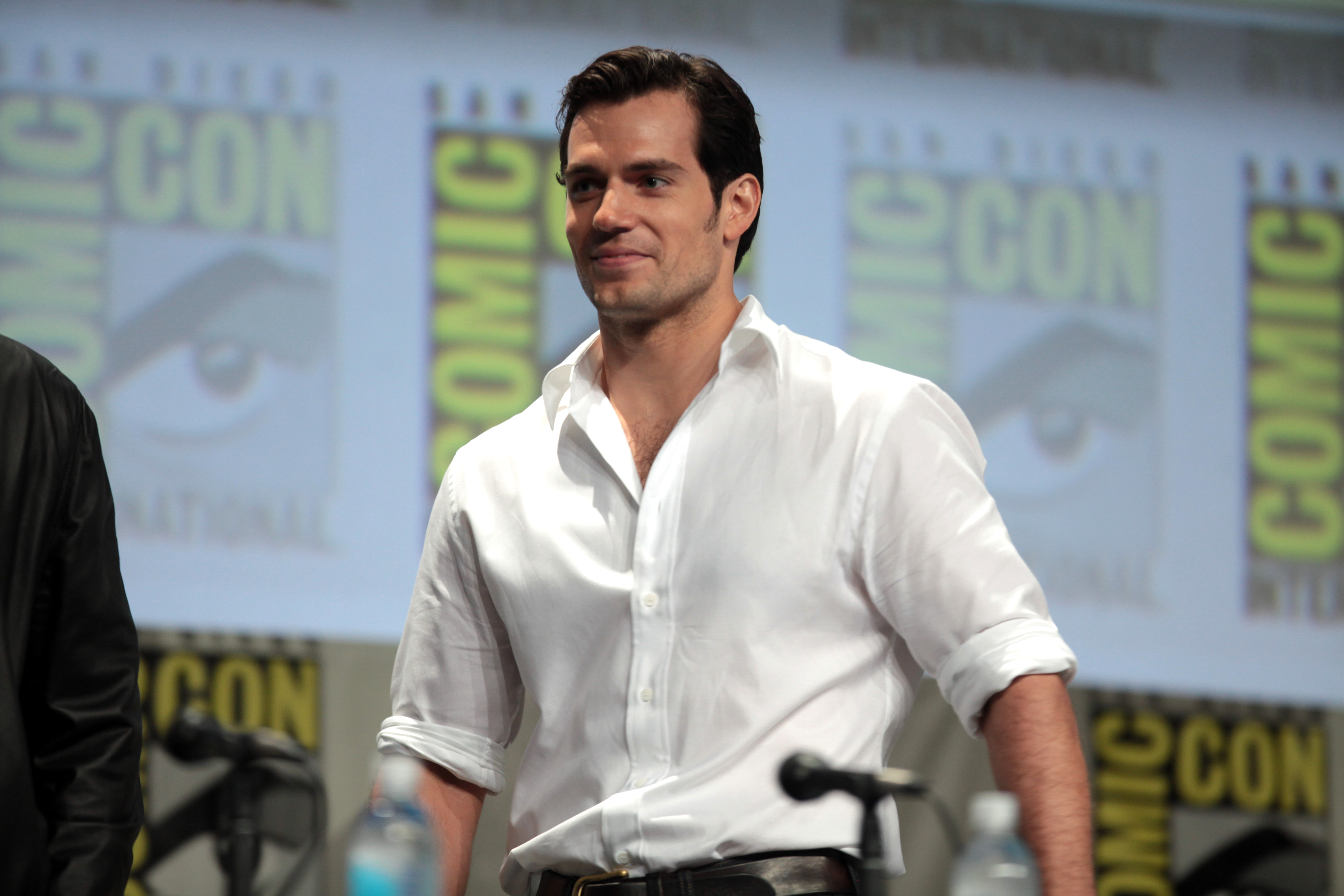

Також в актора було декілька невдач на кастингах. Він пробувався на роль Седрика Діґорі у фільмі 2005 року «Гаррі Поттер і Кубок вогню», але роль дісталася Роберту Паттінсону. У тому ж 2005 Кавілл претендував на роль Джеймса Бонда у фільмі «Казино Рояль». Продюсери та режисер вибирали між ним, Деніелом Крейґом і Семом Вортінгтоном, але вирішили, що він замолодий для цієї ролі. У грудні 2005 року журнал Empire назвав Генрі «найневдачливішим парубком у Голлівуді»[джерело?]. До речі, він пізніше пробувався на роль Едварда Каллена, але в той час, коли почали знімати фільм, йому було вже 24 роки й він не міг виглядати як 17-річний підліток, тому роль знову дісталась Роберту Паттінсону.
У 2007 році Генрі Кавілл отримав одну з головних ролей у телесеріалі каналу Showtime «Тюдори» — Чарльза Брендона, найкращого друга й зятя короля Генріха VIII. У 2009 зіграв одного з головних персонажів Евана Маршалла у фільмі жахів Джоела Шумахера «Кривавий струмок». Також у цьому ж році в нього була другорядна роль у фільмі Вуді Аллена «Будь що буде».
У 2010 році Кавілл був вибраний на роль Тесея в новому міфологічному високобюджетному фільмі «Війна Богів: Безсмертні», який вийшов восени 2011 року. 30 січня 2011 року стало відомо, що Генрі успішно пройшов кастинг і отримав роль Супермена в новому фільмі Зака Снайдера «Людина зі сталі», прем'єра якого відбулась 14 червня 2013 року.

## Особисте життя
У 2009 році Генрі Кевілл почав зустрічатися з британською вершницею Еллен Уітакер. Вони побралися у травні 2011 року. Однак у травні 2012 року пара розлучилася. 
Влітку 2013 Генрі зустрічався з актрисою Кейлі Куоко (серіал «Теорія Великого вибуху»), але цей роман дуже швидко (через кілька тижнів) закінчився.
У квітні 2021 року підтвердив у своєму інстаграм-акаунті відносини з Наталі Віскузо (продюсер, віцепрезидент з телебачення Vertigo Entertainment та колишній віцепрезидент з телебачення та цифрових студій у компанії Legendary Entertainment), опублікувавши пост, де вони разом грають у шахи. У травні 2021 року, щоб припинити чутки та домисли про своє особисте життя, виклав ще одне спільне фото та написав «дуже щасливий у коханні та житті». 16 квітня 2024 року на прем'єрі в Нью-Йорку фільму "Міністерство неджентльменських справ" Генрі Кавілл оголосив, що він і Наталі чекають на первістка.
Генрі Кавіл є представником Фонду охорони дикої природи імені Даррелла.
Кавіл є завзятим геймером із самого дитинства. Одного разу він пропустив важливий дзвінок із пропозицією грати Супермена через World of Warcraft. Любов до гри Відьмак спонукала його зіграти Геральта у її екранізації. Ще він назвав серію стратегічних ігор Total War однією зі своїх найулюбленіших. Серія рольових ігор Mass Effect йому також небайдужа. Він грав у всі частини та дуже приємно відгукувався про оригінальну трилогію.
Він фанат клубу Канзас-Сіті Чифс. Кавіл є шанувальником регбі та власником абонемента у свій рідний клуб Джерсі Редс.

## Фільмографія

### Фільми
| Рік  |   | Українська назва                               | Оригінальна назва                     | Роль                  |
| ---- | - | ---------------------------------------------- | ------------------------------------- | --------------------- |
| 2001 | ф | Лагуна                                         | Laguna                                | Томас Апрея           |
| 2002 | ф | Граф Монте-Крісто                              | The Count of Monte Cristo             | Альбер Мондеґо        |
| 2003 | ф | Я захоплюю замок                               | I Capture the Castle                  | Стівен Коллі          |
| 2005 | в | Повсталий з пекла 8: Пекельний світ            | Hellraiser: Hellworld                 | Майк                  |
| 2006 | ф | Трістан та Ізольда                             | Tristan + Isolde                      | Мелот                 |
| 2006 | ф | Червона шапочка                                | Red Riding Hood                       | Мисливець             |
| 2007 | ф | Зоряний пил                                    | Stardust                              | Гамфрі                |
| 2009 | ф | Будь що буде                                   | Whatever Works                        | Ренді                 |
| 2009 | ф | Кривавий струмок                               | Town Creek                            | Еван Маршалл          |
| 2011 | ф | Війна Богів: Безсмертні                        | Immortals                             | Тесей                 |
| 2012 | ф | Серед білого дня                               | The Cold Light of Day                 | Вілл Шоу              |
| 2013 | ф | Людина зі сталі                                | Man of Steel                          | Кларк Кент / Супермен |
| 2015 | ф | Агенти U.N.C.L.E.                              | The Man from U.N.C.L.E.               | Наполеон Соло         |
| 2016 | ф | Пісочний замок                                 | Sand Castle                           | Капітан Сіверсон      |
| 2016 | ф | Бетмен проти Супермена: На зорі справедливості | Batman v Superman: Dawn of Justice    | Кларк Кент / Супермен |
| 2017 | ф | Ліга справедливості                            | The Justice League                    | Кларк Кент / Супермен |
| 2018 | ф | Місія нездійсненна: Фолаут                     | Mission: Impossible – Fallout         | Август Волкер         |
| 2018 | ф | Номіс                                          | Night Hunter                          | Аарон Маршалл         |
| 2020 | ф | Енола Голмс                                    | Enola Holmes                          | Шерлок Голмс          |
| 2021 | ф | Ліга справедливості Зака Снайдера              | Zack Snyder's Justice League          | Кларк Кент / Супермен |
| 2022 | ф | Чорний Адам                                    | Black Adam                            | Кларк Кент / Супермен |
| 2022 | ф | Енола Холмс 2                                  | Enola Holmes 2                        | Шерлок Голмс          |
| 2024 | ф | Арґайл                                         | Argylle                               | Арґайл                |
| 2024 | ф | Міністерство неджентльменської війни           | The Ministry of Ungentlemanly Warfare | Гас Марч-Філліппс     |
| 2024 | ф | Дедпул і Росомаха                              | Deadpool & Wolverine                  | Росомаха              |
| 2025 | ф | В сірій зоні                                   | In the Grey                           | Джон Грей             |
| 2026 | ф | Енола Холмс 3                                  | Enola Holmes 3                        | Шерлок Голмс          |
|      | ф | Вольтрон                                       | Voltron                               |                       |

### Телебачення
| Рік       |    | Українська назва          | Оригінальна назва              | Роль                                            |
| --------- | -- | ------------------------- | ------------------------------ | ----------------------------------------------- |
| 2002      | с  | Інспектор Лінлі розслідує | The Inspector Lynley Mysteries | Чез Квілтер (Епізод: «Well-Schooled in Murder») |
| 2002      | тф | До побачення, містер Чіпс | Goodbye, Mr. Chips             | солдат Коллі                                    |
| 2003      | с  | Суто англійські вбивства  | Midsomer Murders               | Саймон Мейфілд (Епізод: «The Green Man»)        |
| 2007—2010 | с  | Тюдори                    | The Tudors                     | Чарльз Брендон (1-4 сезони)                     |
| 2019—2023 | с  | Відьмак                   | The Witcher                    | Ґеральт з Рівії (1-3 сезони)                    |